# Parascotia variegata
Parascotia variegata là một loài bướm đêm trong họ Erebidae.